# Branai Conte
Branai Conte, Brana o Bernai Konti (italianizzato Bernardo) (Albania, ... – 1508) figlio di Vrana Konti, stretto collaboratore, consulente e uno dei migliori comandanti di Giorgio Castriota, detto Scanderbeg.

## Biografia
Branai si sposò ancora in Albania con Maria Zardari, († probabilmente a Valencia prima del 1506), figlia di Paolo Zardari e Theodora Muzaka. La coppia e i loro figli occuparono un posto di rilievo nella corte della regina di Napoli Giovanna III, sorella di re Ferdinando il Cattolico e moglie di re Ferrante I († 1494) e della figlia Giovanna IV, ricevendo molti privilegi.
Branai venne in Italia con almeno due fratelli: Giovanni († 1480), caduto sul campo durante la Battaglia di Otranto, e Stanissa che sposò Despina, figlia di Moisé di Dibra († Costantinopoli, 1464) e Zanfina Muzaka.

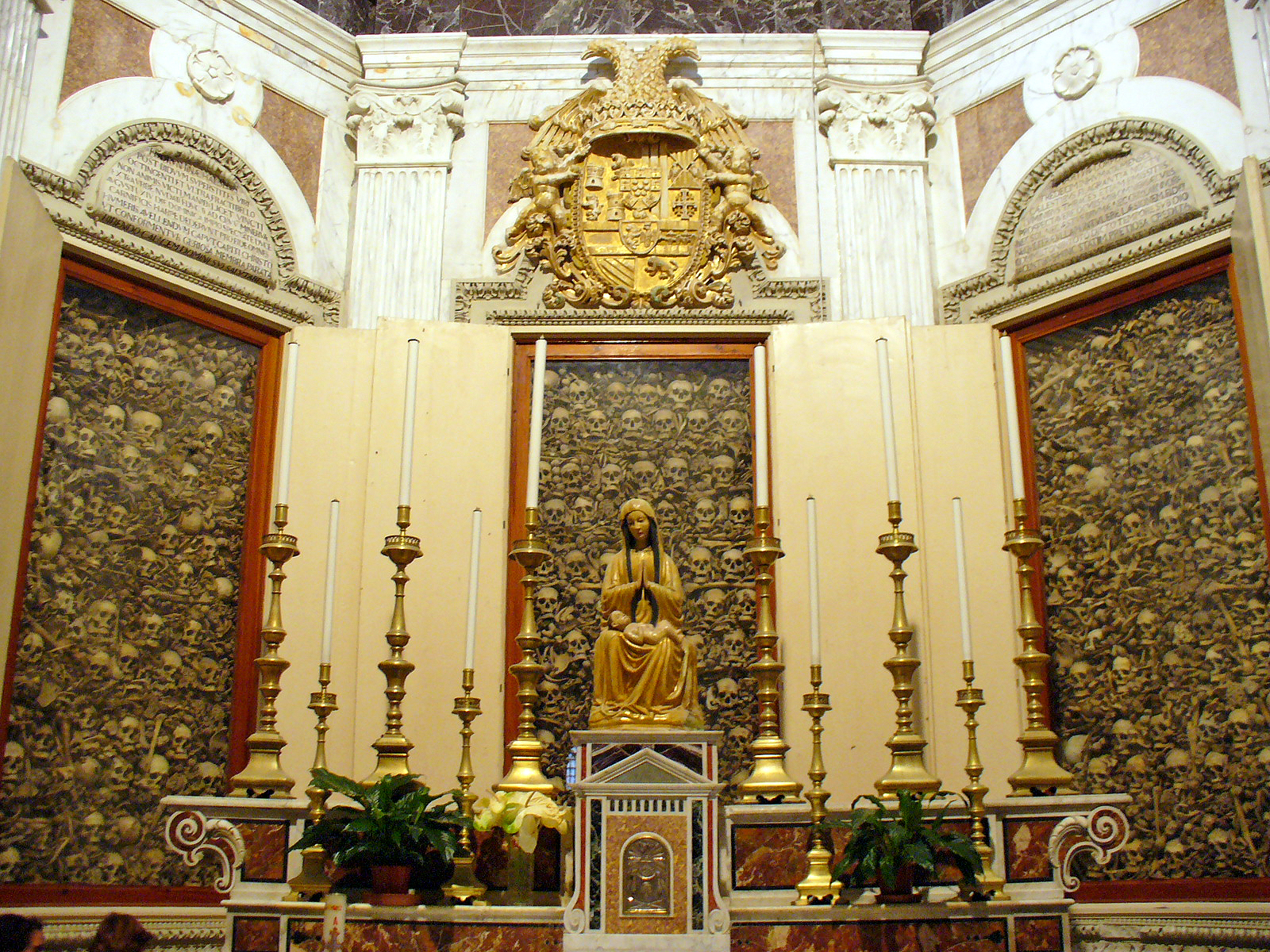
Martiri di Otranto

Nel 1480, partecipò alla liberazione di Otranto al fianco di Giulio Antonio Acquaviva. Branai, nei primi di agosto del 1481, grazie alla conoscenza della lingua turca, venne inviato da re Ferrante I di Napoli come ambasciatore al quartier generale del Pascià Gedik Keduk di Valona per tentare delle trattative di pace, senza avere successo.
Branai che, con la sua famiglia (moglie, tre figli e tre figlie) viveva a Napoli e aveva a corte una posizione di rilievo, fu coinvolto nella crisi della dinastia aragonese ( seconda congiura dei baroni dal 1485 al 1486). Sappiamo di una lettera di re Federico I di Napoli che, nel 1496, ringraziava Branai dell'opera di persuasione da lui svolta assieme ad Andronica, vedova di Scanderbeg, per convincere la regina vedova, Giovanna III, madre di Federico, ad abbandonare il proposito di lasciare Napoli per rientrare in Spagna.
Branai, come premio per i meriti da lui acquisiti nella lotta contro i francesi, il 4 febbraio del 1497 venne nominato da re Federico I di Napoli 1º Barone di Galatone e 1º Conte di Copertino, i cui territori erano stato confiscati a Pirro del Balzo. La contea di Copertino comprendeva anche le terre di Leverano e Veglie.
Il 7 settembre 1499 Giovanna III lasciò Napoli e si recò in Spagna presso il fratello Ferdinando. La figlia Giovanna IV rimase a Napoli sotto la "custodia" di Branai, "homo degno", come si evince da una relazione dell'inviato veneziano, Francesco Morosini, del gennaio del 1501. Giovanna IV, nel marzo del 1500 si trovava ancora a Napoli, come si deduce da una lettera scritta da Giovanna III alla figlia, datata 26 marzo del 1500. L'ambasciatore inglese Thomas Bradley che visitò le due regine nella loro residenza di Reyalls (Valencia) il 23 giugno del 1505 osservò e segnalò il privilegio che era riservato a Branai, 1º duca di Ferrandina dal 4 aprile del 1505, "un anziano duca con la barba lunga", che assisteva all'udienza stando alla destra della regina madre, nel vano di una finestra, con i suoi figli (due maschi e tre femmine), presenti all'udienza assieme ad una quarantina di cortigiani di ambo i sessi. Secondo la relazione erano presenti anche Maria, moglie di Branai, seduta sulla sinistra della regina e un'altra duchessa "delle parti della Grecia" (probabilmente Andronica). Branai con i suoi figli, cavalieri, e figlie era quotidianamente presente a corte come consigliere e "camerlengo", cioè amministratore Le due regine tornarono a Napoli nel 1506.

## Discendenza
I suoi discendenti presero il cognome Branai (poi Granai) Castriota. Branai era sposato con Maria Zardari (italianizzato Sagdara; cugina di secondo grado di Andronica, vedova di Scanderbeg.), figlia di Paolo Zardari e Theodora Muzaka
La coppia ebbe sei figli (tre maschi e tre femmine):
- Giovanni († Mesagne, 2 agosto 1514), 2º Conte di Copertino[23] e 2º Barone di Galatone da agosto 1508; 2º Duca di Ferrandina dal 1505[21] ∞ 1° Giovanna Gaetani dell’Aquila d’Aragona  († dopo 1541), figlia di Onorato, 1º Duca di Traetta e di Lucrezia d’Aragona; ∞ 2° N.N.[24]
- Alfonso[21] († 1544), Consigliere reale del re di Napoli,[25] Capitano di un contingente di Stradioti,[26] Conte di Atripalda dal 23 settembre 1512, 1º Marchese di Atripalda dal 1513[27] e governatore delle province di Terra di Bari[28] e di Terra d'Otranto;[29] ∞ 1518 Camilla Gonzaga, patrizia veneziana, figlia di Gianfrancesco, Signore di Sabbioneta, patrizio veneziano e Antonia del Balzo dei duchi di Andria.[30]
- Ferdinando (anche Ferrante; † 24 febbraio 1525 nella battaglia di Pavia, Marchese di Città Sant'Angelo e Conte di Spoltore ⚭ Camilla di Capua, figlia di Giulio Cesare, 3º Conte di Palena e di Ippolita di Gennaro, figlia di Princivalle, Signore di Nicotera e Giovanna Caracciolo Pisquizi[31]
- Isabella († 1545 nel castello di Mignano Monte Lungo) ∞ 1518 Guido Fieramosca  (* 1479, † 28 settembre 1531; fratello di Ettore Fieramosca), 2º Conte di Mignano Monte Lungo[32]
- Giovanna († 1519 ca.), per la fedeltà dimostrata vita natural durante alla regina Giovanni III, riceve dopo la morte di quest'ultima (9 gennaio 1517) il feudo di Castellaneta con il titolo di duchessa dall'11 gennaio del 1517.[30][33]
- Camilla ∞ 1557 Ferdinando Giambattista Caracciolo  (* Buccino, 1530 † 13 aprile 1583), 4º Duca di Martina,  4º Conte di Buccino, 4º Marchese di Castellaneta[30]